# Meraporus crassicornis
Meraporus crassicornis är en stekelart som beskrevs av Kurdjumov 1914. Meraporus crassicornis ingår i släktet Meraporus och familjen puppglanssteklar.
Artens utbredningsområde är Ukraina. Inga underarter finns listade i Catalogue of Life.